# Villard (Alta Savoia)
Villard és un municipi francès situat al departament de l'Alta Savoia i a la regió d'Alvèrnia-Roine-Alps. L'any 2007 tenia 721 habitants.

## Demografia

### Població
El 2007 la població de fet de Villard era de 721 persones. Hi havia 248 famílies de les quals 62 eren unipersonals (35 homes vivint sols i 27 dones vivint soles), 70 parelles sense fills, 93 parelles amb fills i 23 famílies monoparentals amb fills.
La població ha evolucionat segons el següent gràfic:
Habitants censats

### Habitatges
El 2007 hi havia 395 habitatges, 264 eren l'habitatge principal de la família, 101 eren segones residències i 30 estaven desocupats. 307 eren cases i 87 eren apartaments. Dels 264 habitatges principals, 182 estaven ocupats pels seus propietaris, 68 estaven llogats i ocupats pels llogaters i 15 estaven cedits a títol gratuït; 3 tenien una cambra, 21 en tenien dues, 40 en tenien tres, 69 en tenien quatre i 131 en tenien cinc o més. 222 habitatges disposaven pel capbaix d'una plaça de pàrquing. A 105 habitatges hi havia un automòbil i a 142 n'hi havia dos o més.

### Piràmide de població
La piràmide de població per edats i sexe el 2009 era:
| Homes | Edats   | Dones |
| ----- | ------- | ----- |
| 0     | 95 o +  | 0     |
| 0     | 90 a 94 | 0     |
| 4     | 85 a 89 | 16    |
| 0     | 80 a 84 | 4     |
| 4     | 75 a 79 | 12    |
| 12    | 70 a 74 | 4     |
| 12    | 65 a 69 | 16    |
| 8     | 60 a 64 | 4     |
| 16    | 55 a 59 | 8     |
| 12    | 50 a 54 | 8     |
| 40    | 45 a 49 | 20    |
| 32    | 40 a 44 | 28    |
| 32    | 35 a 39 | 44    |
| 40    | 30 a 34 | 20    |
| 12    | 25 a 29 | 20    |
| 24    | 20 a 24 | 16    |
| 20    | 15 a 19 | 12    |
| 8     | 10 a 14 | 28    |
| 52    | 5 a 9   | 32    |
| 20    | 0 a 4   | 20    |

## Economia
El 2007 la població en edat de treballar era de 501 persones, 353 eren actives i 148 eren inactives. De les 353 persones actives 328 estaven ocupades (174 homes i 154 dones) i 26 estaven aturades (14 homes i 12 dones). De les 148 persones inactives 29 estaven jubilades, 48 estaven estudiant i 71 estaven classificades com a «altres inactius».

### Ingressos
El 2009 a Villard hi havia 268 unitats fiscals que integraven 666,5 persones, la mediana anual d'ingressos fiscals per persona era de 20.271 €.

### Activitats econòmiques
Dels 29 establiments que hi havia el 2007, 1 era d'una empresa alimentària, 1 d'una empresa de fabricació d'altres productes industrials, 6 d'empreses de construcció, 2 d'empreses de comerç i reparació d'automòbils, 3 d'empreses de transport, 2 d'empreses d'hostatgeria i restauració, 1 d'una empresa d'informació i comunicació, 5 d'empreses immobiliàries, 1 d'una empresa de serveis, 5 d'entitats de l'administració pública i 2 d'empreses classificades com a «altres activitats de serveis».
Dels 5 establiments de servei als particulars que hi havia el 2009, 1 era un paleta, 2 guixaires pintors, 1 fusteria i 1 agència immobiliària.
Dels 2 establiments comercials que hi havia el 2009, 1 era una botiga de més de 120 m² i 1 una botiga de menys de 120 m².
L'any 2000 a Villard hi havia 12 explotacions agrícoles que ocupaven un total de 602 hectàrees.

## Equipaments sanitaris i escolars
El 2009 hi havia una escola elemental integrada dins d'un grup escolar amb les comunes properes formant una escola dispersa.

## Poblacions més properes
El següent diagrama mostra les poblacions més properes.